# Sant'Elena (PD)
Sant'Elena là một đô thị thuộc tỉnh Padova vùng Veneto, tọa lạc cách khoảng 50 km về phía tây nam của Venezia và cách khoảng 30 km về phía tây nam của Padova. Tại thời điểm ngày 31 tháng 12 năm 2004, đô thị này có dân số 1.925 người và diện tích 8,9 km².
Sant'Elena giáp các đô thị: Este, Granze, Monselice, Solesino, Villa Estense.